# Гусиное (озеро, Костанайская область)
Гусиное (каз. Гусиное ) — озеро в Узункольском районе Костанайской области Казахстана. Находится к югу от села Ксеньевка.
По данным топографической съёмки 1944 года, площадь поверхности озера составляет 1,34 км². Наибольшая длина озера — 1,4 км, наибольшая ширина — 1,4 км. Длина береговой линии составляет 4,4 км, развитие береговой линии — 1,06. Озеро расположено на высоте 163,5 м над уровнем моря.